# Національний науковий центр (Нью-Делі)
Національний науковий центр (англ. The National Science Centre) — науковий музей, заснований в 1992 році в Нью-Делі.
Він вважається частиною Національної Ради Наукових Музеїв, що є автономним органом під керівництвом міністерства культури. Музей розташований біля готелю Gate No.1 на Прагаті-Майдан та вікнами виходить на фортецю Пурана-Кіла.

## Історія
Національний науковий центр є північною штаб-квартирою Національної ради наукових музеїв. Перший музей під керівництвом Ради був відкритий 2 травня 1959 року в місті Калькутта і називався він Промисловий і технологічний музей Бірлів. Пізніше у 1962 в містечку Бангалор відкрився інший Промисловий і Технологічний Музей Вісвесварая. Ці два культурних центри були створені завдяки натхненню доктора Бідхана Чандра Роя, головного міністра Західного Бенгалу та сприянню пандіта Джавахарлала Неру, першого міністра Індії, який завжди позитивно ставився до науки.
Доктор Амаленду Бозе, на той час молодий випускник хімічного факультету був обраний Бідханом Чандром Роєм до комісії першого музею в місті Калькутта. Потім настало маленьке затишшя наукового руху і лише через 20 років з'явилися ще декілька, але менших центрів.
Раджив Ганді, які прийшов до влади побачив свіжі ідеї для популяризації науки. Науковий Центр Неру в Мумбаї став третім головним центром науки. Впродовж цього періоду спостерігався перехід від традиційних музеїв, таких як Музей науки в Лондоні та Німецький музей в Мюнхені до наукових центрів подібних до інтерактивно-наукового Експлораторіуму в США.
Після урочистого відкриття Радживом Ґанді центру в Мумбаї розпочалася хвиля стрімкого розвитку Наукового музею. В більшості столиць штатів Індії відкривалися подібні культурні будівлі.
Коли з'явилися наукові центри в містах Калькутта, Бангалор та Мумбаї стала відчутна потреба у великому центрі в північній столиці Нью-Делі. Робота серйозно розпочалася в 1984 році. Все починалося з маленької вивіски біля муніципального басейну колонії Рама Крішна Пурам, пізніше це були чагарники в окрузі Тімарпер. Отак придумували та будували Національний науковий Центр, який почав діяти в 1992 році.
Він був урочисто відкритий 9 січня 1992 прем'єр-міністром Індії Памулапарті Венката Нарасімха Рао. Центр розташований між готелем Gate No. 1 and 2 на виставковій території Прагаті-Майдану, де проходить Бхайрон Роуд через фортецю Пурана-Кіла. Він відкритий впродовж цілого тижня з 10 ранку до 5 вечора. Винятки становлять дні, коли в Індії відбуваються фестивальні дні Холі та Дівалі. Архітектором споруди є відомий в Індії Ачат Канвінде.
Інноваційні підходи, впроваджені освітньо-інформаційною пропагандистською діяльністю цього музею в 2009 році були достатньо оцінені. В результаті цього число відвідувачів вперше в 2008–2009 роках склало понад півмільйона.
Також центр практикує організацію такої соціально значущої діяльності, як регулярні візити дітей з обмеженими можливостями, семінари для розвитку сенсомоторної активності в дітей, які страждають від аутизму та церебрального паралічу, поінформованість населення щодо раку молочної залози та раннє виявлення в жінок, які стикнулися з цією проблемою.
До того ж, проводяться навчання про пізнання життя для дітей з малозабезпечених сімей, численні тренінги про усвідомлення науки та її відкриттів для груп меншин, таких як студенти медресе. Організовуються пояснення науки в порівнянні із забобонами для мешканців нетрів JJ кластерів, лекції демонстрації науки мови жестів для дітей з проблемами слуху в муніципальних школах, яким надається субсидія на запис.
Не останнє місце в діяльності займають тренінги для управляння стресом для дорослих, обізнаність в астрономії за допомогою спеціальних програм, які розвінчують міфи, пов'язані із затемненням серед сільської місцевості, базова підготовка для домогосподарок, спеціальні програми для вдів військових у співпраці зі Збройними силами Індії, професійні навчання для нужденних жінок та вдів.

## Галереї
Площа при вході до центру зустрічає відвідувачів величезними експонатами, які охоплюють 4 поверхи. Одним з найбільших у світі є «Кулі енергії», де нейлонові кульки з діаметром в 6 дюймів підвішені на висоті 50 дюймів, що дозволяє їм отримати потенційну енергію, а потім звисати, подорожуючи різними траєкторіями і перетворюючи потенційну енергію в інші види енергії.
Крім того, є невеличкі, експонати, але які захоплюють вашу увагу. Серед них магічний кран, з якого повільно витікає вода. Неперевершеною є арфа, де чиїсь руки витончено створюють музику та валіза, яка постійно пручається, кружляючи навколо своєї ручки.
Візитною карткою Національного наукового центру є його відвідувачі-студенти. В той час, як у всьому світі співвідношення частки студентів до загальних відвідувачів становить 0,3, то в цьому музей цей показник складає 1,8. Тобто 65% відвідувачів є студентами. Коли люди збираються у фоє амфітеатру, їм демонструють акторську постановку про світ науки. Йдучи далі, вам відкриваються всі скарби Наукового центру, які знаходяться в шести постійних залах, наповнені цікавими та практичними експонатами.